# Cmentarz wojenny nr 360 – Słupia
Cmentarz wojenny nr 360 – Słupia – cmentarz wojenny z okresu I wojny światowej znajdujący się w miejscowości Słupia, w gminie Jodłownik, w powiecie limanowskim, w województwie małopolskim. Należy do okręgu X (Limanowa) Oddziału Grobów Wojennych C. i K. Komendantury Wojskowej w Krakowie. Jest jednym z 400 cmentarzy tego oddziału, z tego w okręgu limanowskim jest ich 36.

## Lokalizacja
Cmentarz położony jest na wzgórzu o wysokości 402 m n.p.m. na Pogórzu Wiśnickim. Wierzchołek wzgórza jest zalesiony, a cmentarz znajduje się na jego południowym obrzeżu, przy polnej, gruntowej drodze. Z drogi tej widoczny jest tylko prześwitujący przez gałęzie drzew duży kamienny obelisk. Z bezleśnych terenów pod cmentarzem rozległe widoki na Beskid Wyspowy, szczególnie na znajdującą się na pierwszym planie Kostrzę.

## Losy cmentarza
Bezpośrednio po bitwie ciała żołnierzy pozbierane z pól bitewnych w okolicznych miejscowościach, oraz zmarłych w szpitalach polowych, pochowano w grobach na miejscu obecnego cmentarza. Grunt na cmentarz ofiarowała rodzina Dydyńskich z dworu w Słupi. Później, gdy w wyniku zwycięskiej dla Austriaków operacji łapanowsko-limanowskiej i bitwy pod Gorlicami front przesunął się dalej na wschód, Austriacy przystąpili do budowy reprezentacyjnego cmentarza. Prace wykonywali głównie jeńcy włoscy i rosyjscy. Po ukończeniu budowy uroczystego poświęcenia kościoła dokonał ksiądz ze Szczyrzyca. W uroczystości brał udział dwór w Słupi i miejscowa młodzież szkolna z nauczycielami.
W okresie Polski międzywojennej cmentarz jako nowy był jeszcze w dobrym stanie. Po II wojnie ranga cmentarza w świadomości społeczeństwa i ówczesnych władz zmalała, przybyły bowiem nowe, świeższe cmentarze i dramatyczne historie nowej wojny. Młodzież szkolna uporządkowywała cmentarz przed dniem Wszystkich Świętych i zapalała znicze, jednak cmentarz ulegał w naturalny sposób niszczeniu przez czynniki pogody i roślinność. Dopiero od lat 90. zaczęto bardziej dbać o cmentarze z I wojny światowej. Ten również został poddany generalnej renowacji i obecnie wygląda nieco inaczej, niż pierwotnie. Mogiły zostały zrównane, a nagrobki rozłożone równolegle wzdłuż murów. Zamiast pierwotnej bramy żeliwnej, która uległa zniszczeniu, wykonano drewnianą furtkę. Tabliczki z nagrobków zostały zabrane do przechowania.

## Opis cmentarza
Projektantem cmentarza był Gustav Ludvig. Cmentarz o powierzchni 270 m² ma nietypowy kształt litery T o zaokrąglonym obrysie. Ogrodzony jest wysokim na ok. 1,5 m murem z kamienia łupanego. Mur przykryty jest betonowym daszkiem. Brama zamknięta jest niską, dwuskrzydłową drewnianą furtka. Przy murze dwa duże, żeliwne i ażurowe krzyże na betonowych cokołach; jeden krzyż łaciński i jeden krzyż lotaryński (prawosławny). Na środku dwa mniejsze postumenty z zamontowanymi żeliwnymi krzyżami maltańskim typu austriackiego, ozdobionymi wieńcem laurowym. Nagrobki mają postać półokrągłych stel z blaszanymi tabliczkami. Zachował się oryginalny, stojący przed bramą cmentarną, duży obelisk z kamienia łupanego. Ma on kształt stromej piramidy zwieńczonej kamiennym krzyżem. Na frontowej ścianie zamontowano tabliczkę inskrypcyjną.
Na cmentarzu pochowano w 19 grobach pojedynczych i 12 zbiorowych łącznie 89 żołnierzy, w tym:
- 60 żołnierzy armii austriacko-węgierskiej
- 29 żołnierzy armii rosyjskiej.

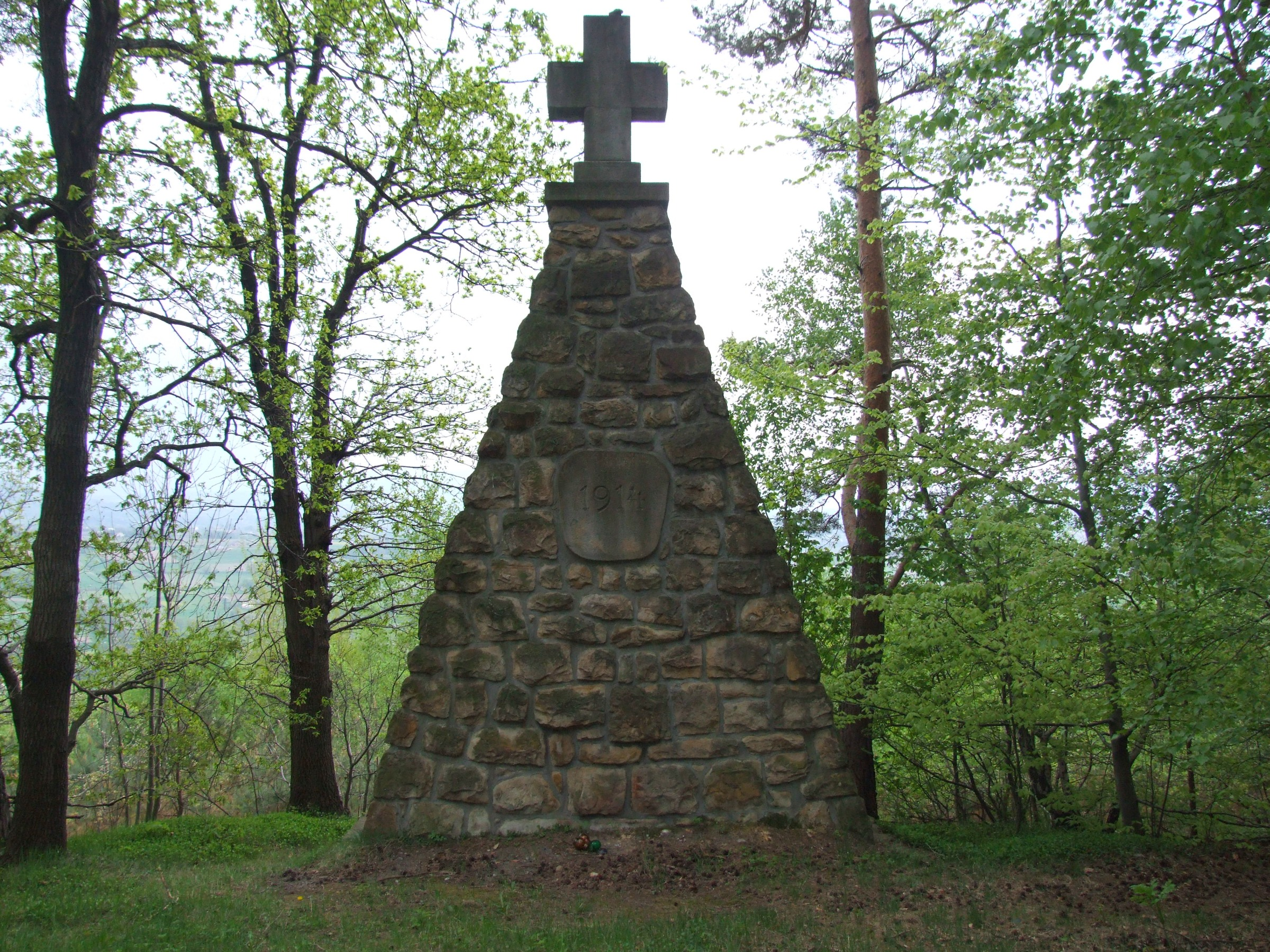
Obelisk przed bramą cmentarza
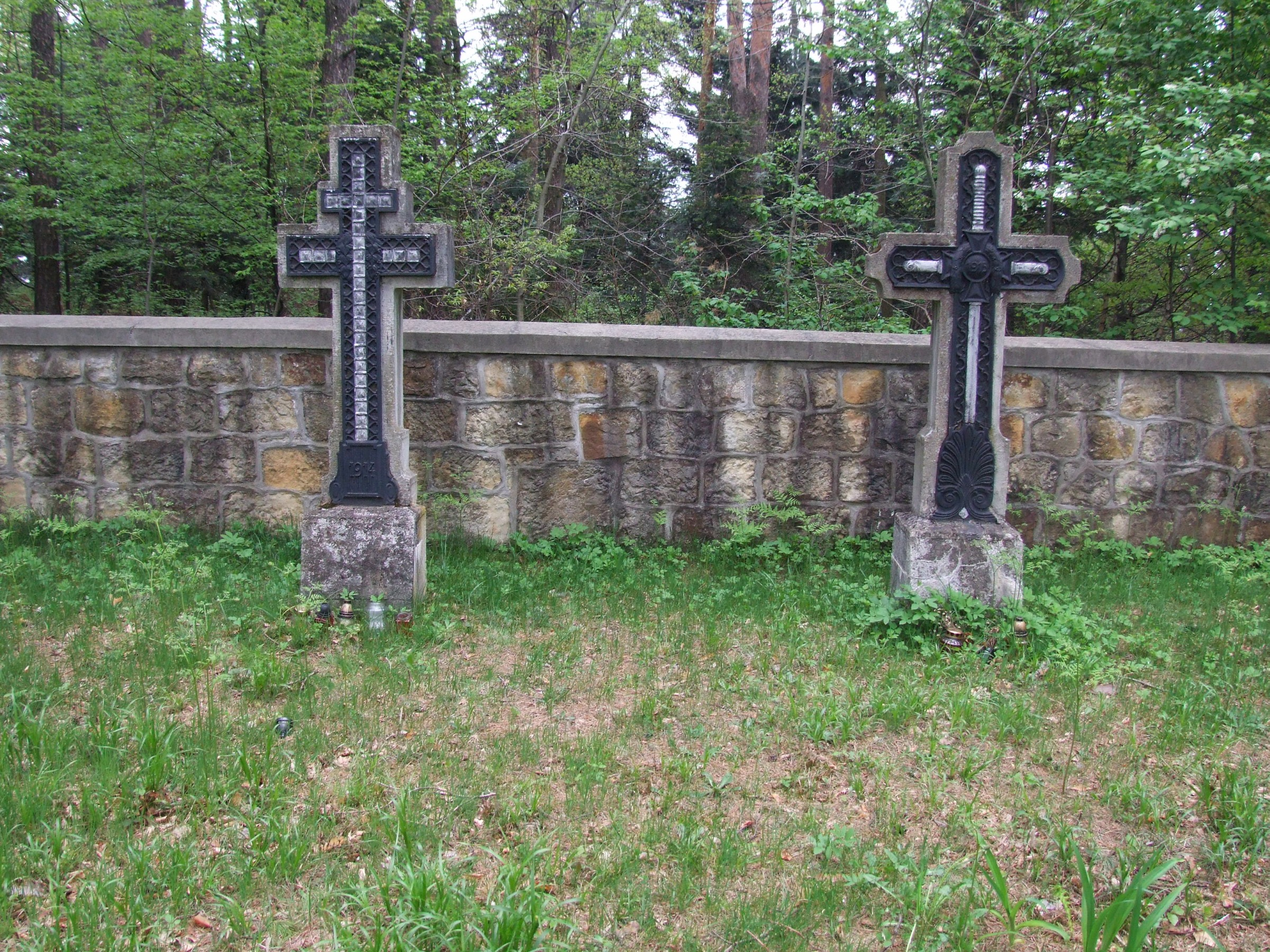
Żeliwne krzyże przy murze cmentarza
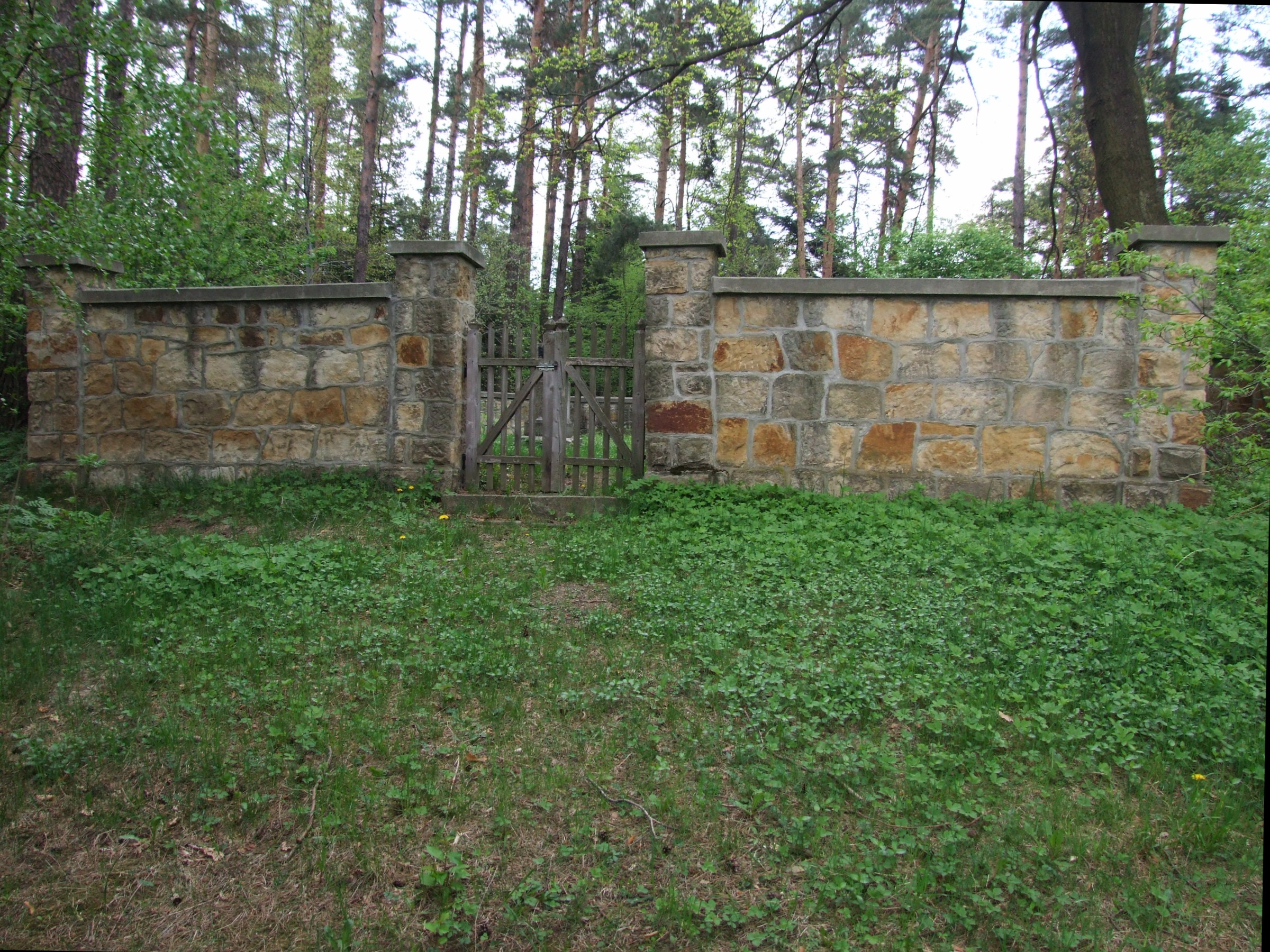
Fragment ogrodzenia z furtką
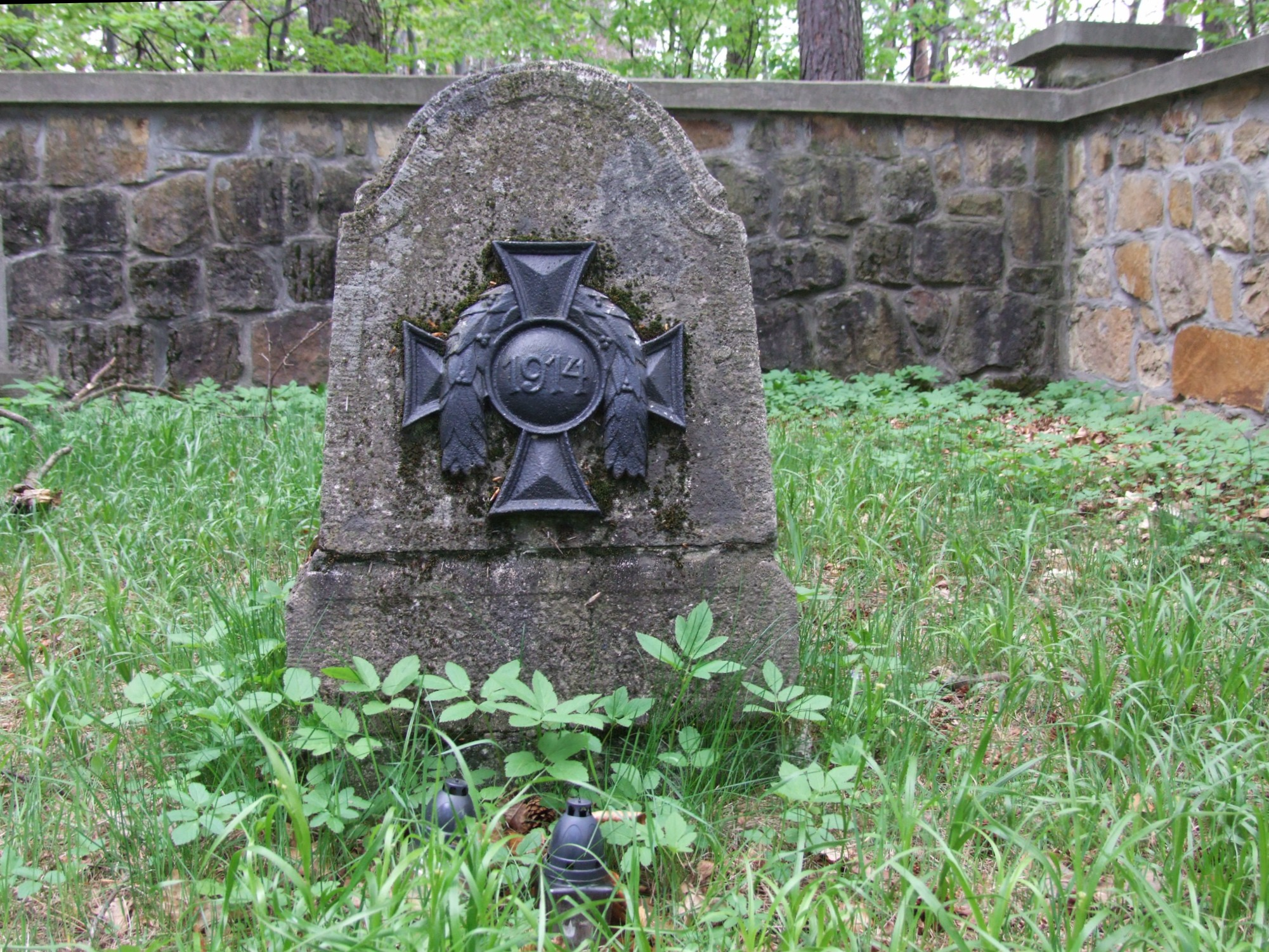
Jedna ze stel